# Феррейра де Сена, Джефтон
Джефто́н Ферре́йра де Се́на (порт.-браз. Jefthon Ferreira de Sena; род. 3 января 1982, Итабуна, Бразилия), более известный как Джефтон (порт.-браз. Jefthon) — бразильский футболист, левый защитник клуба «Младост».
Играл за ряд клубов, в том числе за краснодарскую «Кубань» и казанский «Рубин».

## Карьера
В 2008 году подписал однолетний контракт с «Рубином». «Рубин» в этом сезоне стал чемпионом России, однако Джефтон не пробился в основной состав клуба и вышел на поле лишь в двух матчах премьер-лиги.
В 2009 году бразилец перешёл в хорватский клуб «Загреб». В команде он дебютировал 3 октября в матче против клуба «Карловац», а первый гол забил 28 ноября в ворота клуба «Славен Белупо». В дебютном сезоне Джефтон сыграл 18 матчей в чемпионате и забил 2 гола, а также дважды выходил на поле в рамках Кубка Хорватии. В чемпионате «Загреб» финишировал в зоне вылета, но не покинул первую лигу, так как только две команды из трёх из второй лиги получили лицензию от футбольного союза. Во втором сезоне защитник принял участие в 22 матчах чемпионата и 4 в кубке.
В сентябре 2011 года Джефтон подписал контракт с «Широки Бриег» из Боснии и Герцеговины. В новой команде 29-летний бразилец впервые сыграл 15 октября в матче чемпионата против «Леотара», выйдя на замену. За восемь месяцев он сыграл 10 матчей в чемпионате и два в кубке. В конце мая 2012 года его контракт был расторгнут по обоюдному согласию.
Вернувшись в Бразилию, Джефтон стал выступать за клуб «Атлетико Алагоиньяс», а позже за «Итабуну». В начале 2015 года он вернулся в Хорватию и заключил контракт с «Интером» из Запрешича.

## Личная жизнь
Женат. Супругу зовут Адиса Феррейра де Сена.